# Marsha Ivins
Marsha Ivins   (Baltimore, 15 d'abril de 1951) és una ex-astronauta estatunidenca veterana de cinc missions amb el transbordador espacial.
Va néixer el 15 d'abril de 1951 a Baltimore, Maryland i es va graduar a Nether Providence High School a Wallingford, Pennsylvania al 1969. Va estudiar enginyeria aeroespacial a la Universitat de Colorado a Boulder l'any 1973.

## Carrera a la NASA
Va començar a treballar al Centre Espacial Lyndon B. Johnson de la NASA i va estar treballant amb els controls i pantalles de comandament del transbordador espacial. Va ser nomenada candidata a astronauta el 1984.
La seva primera missió va ser la STS-32 el gener de 1990 amb el transbordador Columbia on es va llençar un satèl·lit syncom i recupera material de la missió Long Duration Exposure Facility. La missió va durar 261 hores, 1 minut i 38 segons i va aterrar de nit a la Base de la Força Aèria Edwards.
La següent missió va ser la STS-46 a bord de l'Atlantis del 31 de juliol el 8 d'agost de 1992 per llençar el satèl·lit EURECA (European Retrievable Carrier) de la ESA i va volar la primera missió de test del Tethered Satellite System (TSS). La missió va durar 191 hores, 16 minuts i 7 segons orbitant 126 cops la Terra.

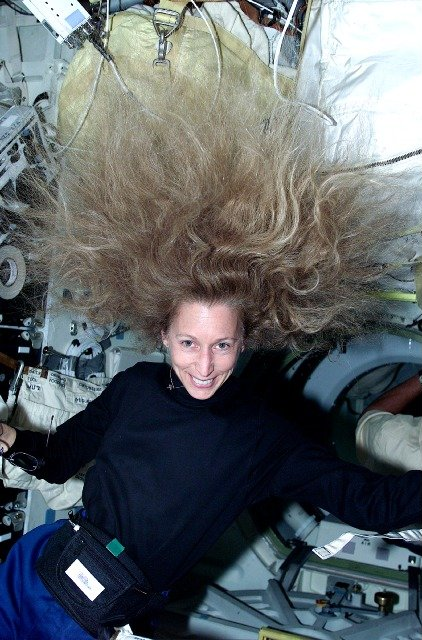
Marsha Ivins en microgravetat durant la missió STS-98.

La seva tercer missió va ser la STS-62 Columbia al març de 1994 i va durar 14 dies per estudiar, entre d'altres, els efectes de la microgravetat en materials i altres tecnologies de vol espacial amb els experiments United States Microgravity Payload (USMP) 2 i Office of Aeronautics and Space Technology (OAST) 2. El vol va durar 12 hores, 23 minuts i 16 segons i va fer 224 òrbites a la Terra.
La quarta missió va ser la STS-81 Atlantis va durar 10 dies i es va acoblar a l'estació russa MIR, la cinquena missió del transbordador en fer-ho i el segon cop que es van intercanviar astronautes amb l'estació. També portava el mòdul Spacehab per tenir més espai per experiments. La missió va durar 244 hores i 56 minuts i 160 òrbites a la Terra.
La seva última missió va ser la STS-98 a bord del transbordador Atlantis, el febrer del 2001 amb l'objectiu de portar el Destiny (mòdul de l'ISS). Va estar-hi set dies acoblat mentre duraven les feines d'instal·lació del mòdul i van caler 3 passeigs espacials. La missió va durar 12 dies, 21 hores i 20 minuts i va fer 203 òrbites a la Terra.
Va deixar la NASA el 31 de desembre de 2010.